# Не дирај ми маму
Не дирај ми маму је босанскохерцеговачка хумористичка серија сценаристе Феђе Исовића и режисера Елмира Јукића.
У Хрватској приказује се на Нова ТВ а у Србији је емитована на РТС 1. У БиХ се премијерно емитовала на Нова.

## Радња
Будимир Ћоровић и Златко Сљепчевић су партнери адвокати. Будимир је био ожењен Златковом покојном сестром. Након што је остао удовац, са Будимиром у стану остала је да живи његова ташта Дика, дакле Златкова мама. Игром случаја, Златко остаје без стана и тако се формира нефункционална породица у једном стану: син, зет и ташта, односно - мама.
Место окупљања ликова из серије "Не дирај ми маму" је кафана Параграф 42. Кафана се налази преко пута зграде Суда и место је где се решавају закулисне правно-судске игре, али је то и позиција расплета разних породичних проблема.

## Улоге

### Главне улоге
| Глумац            | Улога            |
| ----------------- | ---------------- |
| Бранко Ђурић Ђуро | Златко Сљепчевић |
| Рене Биторајац    | Будимир Ћоровић  |
| Јасна Диклић      | Дика Сљепчевић   |
| Анђелка Прпић     | Дуња Суновратило |
| Адмир Гламочак    | Керим            |
| Драган Маринковић | Џевад Буква      |

### Епизодне улоге
| Глумац                | Улога            |
| --------------------- | ---------------- |
| Емир Хаџихафизбеговић | Иван Галијатовић |
| Адмир Гламочак        | Керим            |
| Жељко Дувњак          | Симо Шесто       |
| Бранко Јанковић       | Гедора           |
| Роберт Крајиновић     | Пушка            |
| Саша Крмпотић         | Фифа             |
| Харис Бурина          | Сабрија          |
| Нермин Омић           | Мандар           |
| Алиса Бркић           | Мија Ћоровић     |